# Arild Huitfeldt
Arild Huitfeldt, né le 11 septembre 1546 à Bergen et mort le 16 décembre 1609 à Næstved, est un historien et homme politique danois.

## Biographie
Huitfeldt est né sur dans la Forteresse de Bergenhus à Bergen, où son père était suzerain. Il a obtenu plusieurs fiefs en Scanie, et en 1586, il a pris son siège dans le conseil national. Sous Christian IV, il a été  chancelier, avec des responsabilités judiciaires pour le royaume. En 1606, il a fait une crise d'apoplexie l'obligeant à mettre un terme à ses fonctions.
Huitfeldt a écrit la première chronique royale danoise complète : Danmarks Riges Krønike. La chronique est composée de 10 volumes écrits entre 1595 et 1603. Elle est inspirée des Annales de Ryd qui se trouvent à l'abbaye de Rüde.